# Tognum
Tognum est une entreprise allemande spécialisée dans la fabrication de moteurs diesels de forte puissance.

## Historique
Tognum a été créée en 2006 lors du rachat pour 1,6 milliard d'euros de la division Off-Highway de DaimlerChrysler AG par le fonds d'investissement suédois EQT. La division Off-Highway de Daimler réunissait alors les filiales MTU Friedrichshafen et Detroit Diesel Corporation. 
En 2007, EQT introduit Tognum en bourse. Daimler redevient actionnaire de Tognum en reprenant en avril 2008 22 % du capital pour 585 millions d'euros. Daimler augmente ensuite sa participation. 
En mars 2011, Daimler crée une coentreprise détenue à parité avec le britannique Rolls-Royce pour racheter son ex-filiale. Rolls-Royce apporte à la coentreprise sa filiale norvégienne Bergen, qui produit des moteurs au gaz et des moteurs diesel semi-rapides. Daimler apporte sa participation de 28,4 %. L'OPA amicale de 3.4 milliards d'euros est un succès en juin 2011. 

### MTU Friedrichshafen
MTU Friedrichshafen a été créé en juillet 1969 lors du rapprochement de la filiale MAN Turbo de MAN AG avec la filiale Maybach Mercedes-Benz Motorenbau de Daimler-Benz AG. 
MAN Turbo GmbH a été créée en 1965 par le rachat par MAN AG de l'activité moteurs d'avions de BMW et par sa fusion avec sa propre filiale MAN Turbomotoren GmbH. La Maybach Mercedes-Benz Motorenbau GmbH a été créée en 1966 par la fusion de Mercedes-Benz Motorenbau GmbH avec Maybach-Motorenbau GmbH. Maybach Mercedes-Benz Motorenbau GmbH fabrique des moteurs diesels rapides pour les grands bateaux et les véhicules lourds. 
Le rapprochement de 1969 entre les filiales de MAN et de Daimler-Benz crée la société MTU AG, Motoren und Turbinen Union, elle-même organisée en deux filiales, MTU Munchen pour les moteurs d'avions, et MTU Friedrichshafen pour les moteurs diesels rapides destinés aux navires, aux véhicules agricoles, aux véhicules militaires, aux locomotives, ou encore aux groupes électrogènes statiques. 
En 1985, Daimler-Benz rachète les parts de MAN et devient le seul actionnaire de MTU. En 2006, Daimler revend MTU Friedrichshafen et une autre filiale, Detroit Diesel Corporation, au fonds d'investissement suédois EQT.

## Activités
Tognum fabrique des moteurs puissants pour propulser des véhicules lourds, à savoir des yachts, des bateaux de fort tonnage, des locomotives, des engins de chantier, des machines agricoles (moissonneuses-batteuses…), des véhicules militaires (engins blindés, chars d'assaut…), des engins de damage de pistes de ski… Mais Tognum fabrique également des moteurs pour des usages industriels, notamment dans l'industrie pétrolière et gazière, ou encore des générateurs d'électricité statiques. Leur puissance varie entre 750 kW et 45 000 kW. Ces moteurs sont des moteurs diesels, des moteurs à gaz, des turbines à gaz, des piles à combustible. 
Tognum est un client de Daimler : il achète des moteurs de camions Mercedes-Benz, les prépare, et les revend pour ses propres clients. 
Tognum est organisé en deux grandes divisions : 
- Engines : fabrique des moteurs et des systèmes de propulsion complets pour les véhicules lourds. Ces moteurs sont des moteurs diesels dont la puissance atteint 9 100 kW, des moteurs à gaz allant jusqu'à 2 150 kW et des turbines à gaz allant jusqu'à 45 000 kW. Ses principales filiales sont MTU Friedrichshafen, Detroit Diesel, Bergen.
- MTU Onsite Energy and Components : fabrique des générateurs statiques d'électricité (groupes électrogènes de secours...), avec notamment le fabricant de piles à combustible basé près de Munich CFC Solutions ou encore avec l'américain Katolight. Cette division inclut L'Orange GmbH, basé près de Stuttgart, qui fabrique des systèmes d'injection de carburant avec en particulier la technologie common-rail, pour les moteurs diesels rapides et semi-rapides. L'Orange vend à Tognum Engines mais également à d'autres entreprises.

Fin 2009, Tognum emploie 8 700 salariés à travers le monde, dans 27 filiales, en Allemagne, en Turquie, aux États-Unis, en Chine. MTU Friedrichshafen reste la plus importante filiale avec environ 6 000 salariés sur le site de Friedrichshafen dans le sud de l'Allemagne. 
En septembre 2011, Tognum est détenue à 97,8 % par Engine Holding GmbH, une coentreprise détenue à parité par l'allemand Daimler et le britannique Rolls-Royce.

## Chiffres Clés
|                                | 2007  | 2008  | 2009  | 2010  |
| ------------------------------ | ----- | ----- | ----- | ----- |
| Chiffre d'Affaires en M€       | 2 835 | 3 133 | 2 529 | 2 563 |
| Bénéfice Net en M€             | 212   | 208   | 103   | 63    |
| Dépenses de R&D en M€          | 168   | 183   | 203   | 193   |
| Nombre d'Employés              | 8 179 | 8 929 | 8 726 | 9 046 |
| Capitalisation Boursière en M€ | 2 708 | 1 182 | 1 524 | 2 592 |